# Mersey Sound

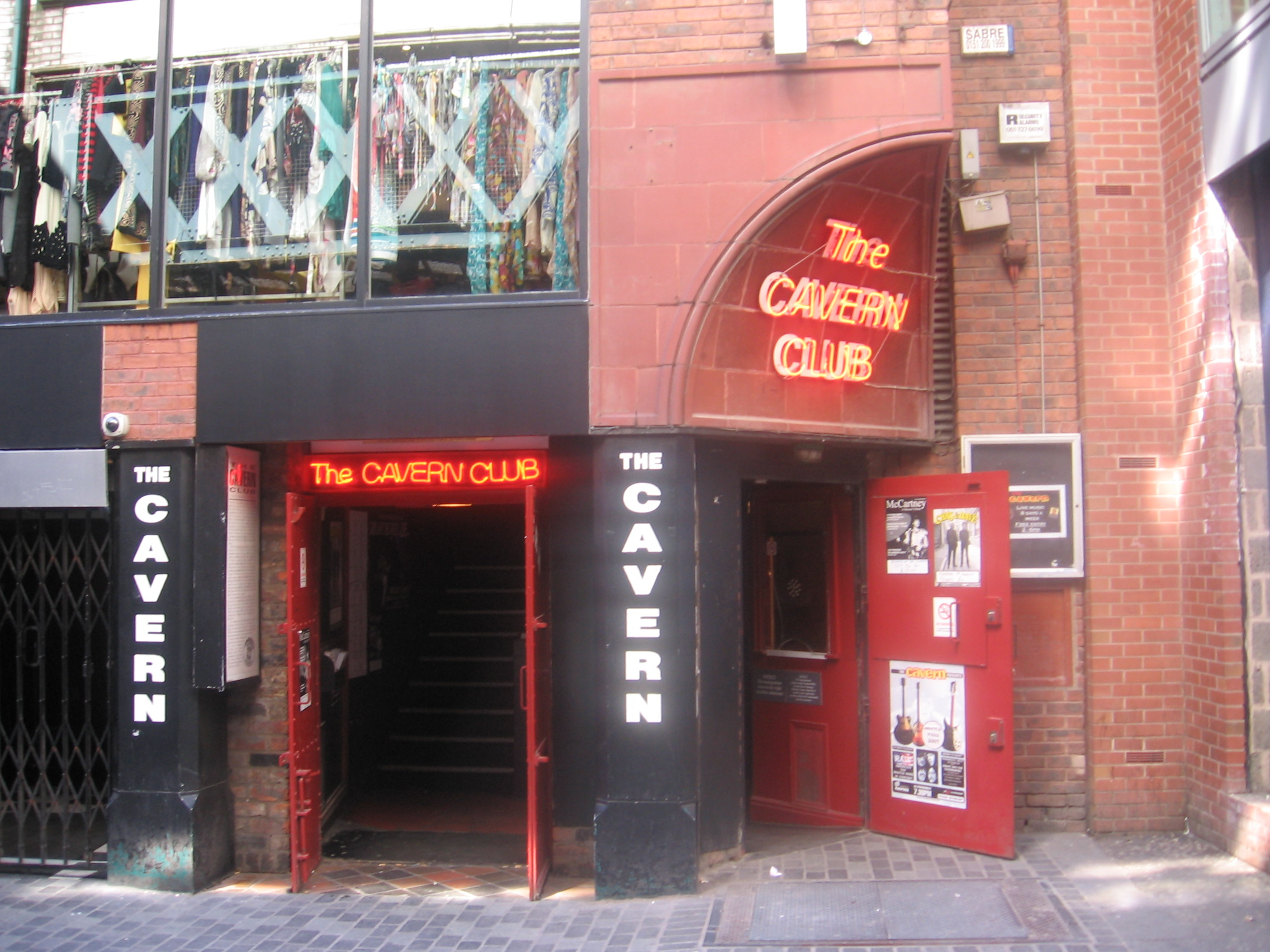
The Cavern Club, Liverpool

Die Stilrichtung Mersey Beat, auch Mersey Sound, entwickelte sich Ende der 1950er Jahre in der englischen Hafenstadt Liverpool und ihrer Umgebung, dem Industriegebiet Merseyside, als Jugendkultur. Seine Hochzeit hatte der Mersey Beat von 1958 bis 1964. Sein charakteristisches Merkmal ist der durchgängige Rhythmus, auch Beat genannt. Bekannt wurde der Stil vor allem durch die Beatles, die ihren Ursprung im Mersey Beat hatten.

## Ursprung und gesellschaftspolitische Hintergründe
Aufgrund der schlechten wirtschaftlichen Situation der Hafenstadt Liverpool und der daraus resultierenden großen Arbeitslosigkeit hatten viele Jugendliche zu dieser Zeit keine Perspektive. Liverpools Strukturkrise war vor allem eine Folge der fortschreitenden Technisierung. Die an der Merseyside ansässigen herkömmlichen Industrien und Manufakturen wurden nach dem Zweiten Weltkrieg immer weniger benötigt, 1960 gab es in Liverpool 30.000 Arbeitslose. Die in ärmlichen Verhältnissen lebenden Jugendlichen entdeckten den Rock ’n’ Roll  und begannen, bekannte Lieder nachzuspielen. Zu dieser Zeit waren Veranstaltungen in offiziellen Tanzsälen gesellschaftlich anerkannt. Dort spielten abends altmodische Tanzkapellen. Für die Jugendlichen waren die Eintrittspreise jedoch zu hoch, außerdem fühlten sie sich von den Vorschriften der älteren Generation eingeengt. Deshalb begannen sie, eine eigene, unkonventionelle Musik zu spielen. Viele Amateurbands wurden mit der einzigen Motivation, dem Spaß an der Musik, gegründet. Mit mittelmäßigem Talent und einfachsten Mitteln entwickelten sie aus einer vereinfachten Form des Rock ’n’ Roll, Rhythm and Blues und Skiffleelementen eine Stilrichtung, die später den Namen „Mersey Beat“ bekam. Dieser leitet sich von einer gleichnamigen Zeitschrift ab, die als erste über die entstehende Jugendkultur berichtete. Immer mehr junge Leute konnten sich mit der Musik identifizieren. Bald eröffneten sie dutzende Tanzsäle, in denen sie unter sich sein konnten und nicht mehr von den biederen Wertvorstellungen und Vorschriften ihrer Eltern abhängig waren. Allerdings war das Ziel der Szene nicht, gegen die Elterngeneration zu rebellieren, sondern innerhalb der bestehenden Gesellschaft nicht anzuecken, unbehelligt ihren Interessen nachzugehen und sich zu entfalten.

## Entwicklung
Im Laufe der Zeit wurde der Zuspruch immer größer. Im Jahr 1960 existierten in Liverpool und Umgebung 350 Bands. Auch die Musikindustrie zeigte Interesse: Viele musikalisch eher untalentierte Amateure wurden von ihren Managern als Stars vermarktet. Die meisten dieser Bands hatten ein oder zwei Hits und verschwanden danach in der Versenkung. Der bekannteste Manager in diesem Zusammenhang war Brian Epstein, der neben den Beatles auch der Band Gerry & The Pacemakers zum Erfolg verhalf. Nachdem die Beatles und andere britische Bands ab 1964 ihren Durchbruch in Amerika (British Invasion) hatten, verlagerte sich die englische Musikszene nach London. Das bedeutete das Ende der Liverpooler Musikszene und damit auch des Mersey Beats. Er entwickelte sich weiter zur allgemeinen englischen Beatmusik und war im Nachhinein grundlegend für die moderne westliche Rock- und Popmusik.

## Musikalische Merkmale
Da den Jugendlichen wenige Mittel zur Verfügung standen und die meisten von ihnen absolute Anfänger waren, ist die musikalische Reduzierung das hervorstechende Grundmerkmal des Mersey Beats. Die typische Band bestand aus vier bis fünf etwa gleichaltrigen Jungen, die Melodiegitarre, Rhythmusgitarre, Bassgitarre und Schlagzeug spielten. Der durchgängig hörbare, metrische Grundschlag (Beat) im 4/4-Takt wird auf der zweiten und vierten Zählzeit betont (Backbeat). Wie Rock ’n’ Roll und Rhythm and Blues basiert auch der Mersey Beat auf dem 12-taktigen Bluesschema. Im Gegensatz zum Rock ’n’ Roll ist das Tempo gemäßigter und der Gesang mehrstimmig. Fast alle Bandmitglieder singen zumindest harmonisch im Hintergrund. Charakteristisch ist die zwei- bis dreiteilige Liedform, die den Song in Strophen, Refrain und Bridge unterteilt. Die häufige Wiederholung unterstützt die einprägsame Wirkung der einfachen Melodien und Texte. Die Texte beinhalten meistens wenig komplexe Alltagsthemen – hauptsächlich Liebe – und sind unpolitisch und unkritisch.

## Hauptvertreter
Die erwähnenswertesten und berühmtesten Vertreter des Mersey Beats sind The Beatles in ihrer Anfangszeit, bevor sie sich immer mehr von ihren Ursprüngen emanzipierten. Viele Kritiker halten die Beatles für die ausschlaggebendste Band des gesamten 20. Jahrhunderts. Sie machten den Mersey Beat berühmt, waren aber nicht, wie oft behauptet, die Begründer der Liverpooler Musikszene. Bekannt sind außerdem Bands wie The Searchers, die bis heute existieren, Gerry & The Pacemakers, die insbesondere mit ihrer Version von You’ll Never Walk Alone großen Erfolg hatten, und die typischen Merseybeats.